# Breton (chapeau)
Pour les articles homonymes, voir Breton (homonymie).
Le breton (ou bretonne) est un chapeau pour femme avec une couronne ronde et un bord profond qui est tourné vers le haut sur tout le tour, exposant ainsi le visage,. Parfois, le chapeau a une couronne bombéeEn général, il est porté incliné vers l'arrière de la tête. Il ne faut pas la confondre avec les chapeaux traditionnels bretons, qui font partie du costume breton, ni avec la casquette bretonne (en), une casquette en tissu avec une visière à l'avant associée aux pêcheurs.

## Histoire
Le style est apparu pour la première fois sous ce nom au XIXe siècle et était généralement fabriqué dans un matériau léger et malléable tel que la paille ou le feutre. Il dériverait des chapeaux de paille traditionnellement portés par les travailleurs agricoles bretons.
Le breton connut un regain de popularité dans les années 1960, avec des porteurs très en vue qui contribuèrent à le rendre à la mode. À cette époque, il apparut également dans des styles plus extrêmes, avec des bords retournés surdimensionnés. Après que le mannequin britannique Jean Shrimpton ait fait scandale lors du Melbourne Cup Carnival en Australie en 1965 en assistant au Victoria Derby (en) sans chapeau, jambes nues et dans une courte robe d'été, elle revint trois jours plus tard au Melbourne Cup dans un costume sobre et ajusté avec un grand breton de paille bleu glacier créé à la hâte par la modiste locale Adele Chapeaux de South Yarra. En 1968, une version soignée en paille était portée à l'arrière de la tête par Mia Farrow dans le film d'horreur Rosemary's Baby.
La popularité du chapeau était telle que la rédactrice de mode du Times, Prudence Glynn (en), le désigna en 1966 comme faisant partie de l'"uniforme" britannique lors des événements officiels de l'été. Dans un article mettant en garde contre les dangers de choisir une tenue de circonstance coûteuse dans un pays où l'on ne peut pas compter sur la météo, elle déclarait : « Regardez les photos prises au Derby. Le temps n'aurait pas pu être plus défavorable, mais il y avait les dames britanniques qui défilaient avec détermination dans la tenue britannique pour les occasions spéciales (sous-section : réunions de courses) - chaussures à bride, bretons déchirés par le vent sur des cheveux humides, hochant la tête et souriant sous des tonnes de pensées artificielles et de tulle drapé ».

## Description
Les bretons sont disponibles en plusieurs tailles et peuvent comporter des détails supplémentaires tels que des plumes, des fleurs et des rubans.
En 1955, Christian Dior a introduit le chapeau breton à larges bords - également connu sous le nom de chapeau padre - pour sa ressemblance avec les coiffures ecclésiastiques. Contrairement au breton traditionnel, ce modèle se porte à plat sur la tête.

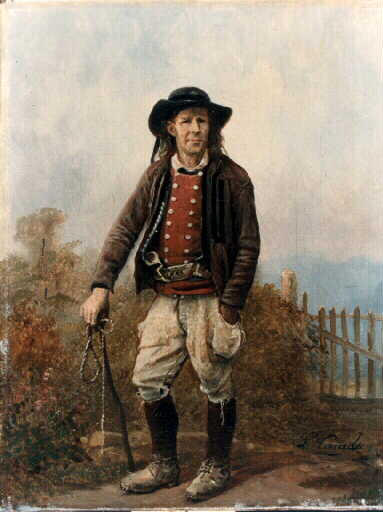
Louis Caradec, Homme de Châteauneuf-du-Faou, avec un chapeau traditionnel breton
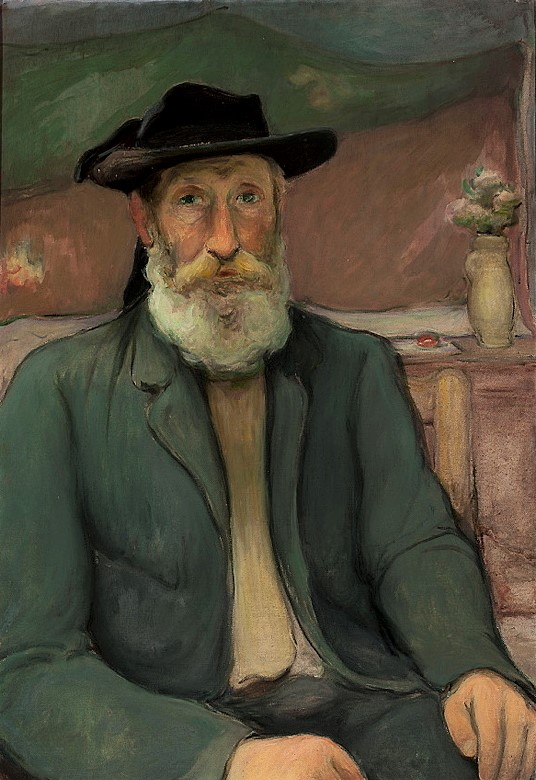
Władysław Ślewiński, Autoportrait avec un chapeau breton
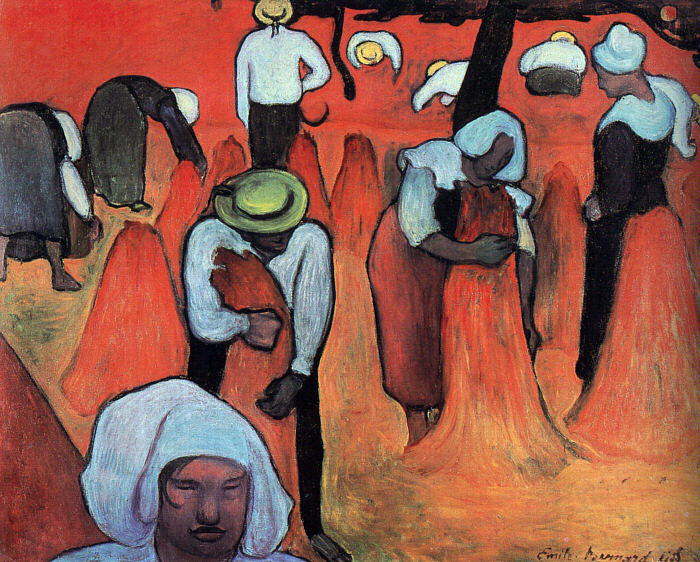
Émile Bernard, Les Moissonneurs
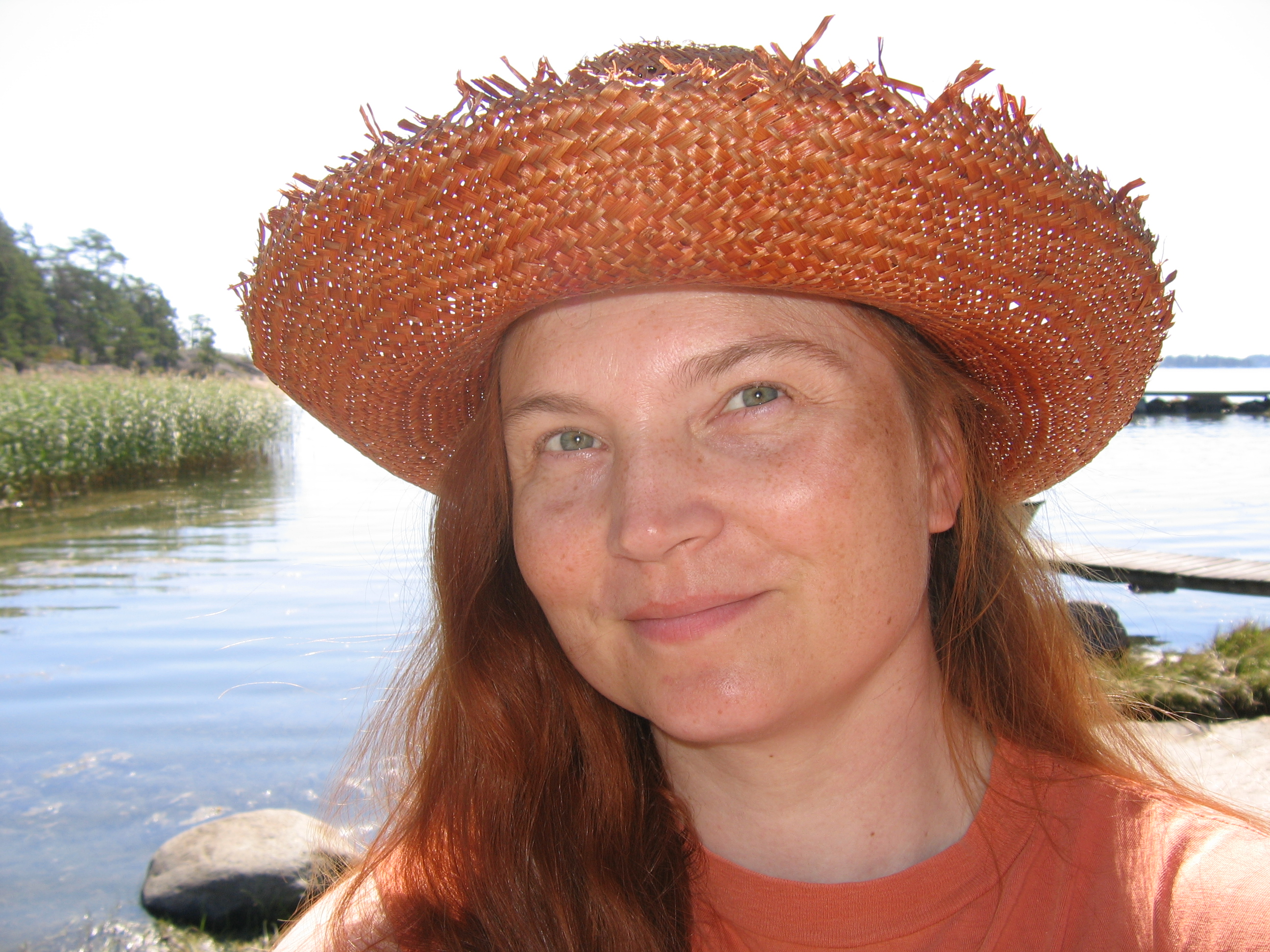
Autoportrait d'une wikipédienne
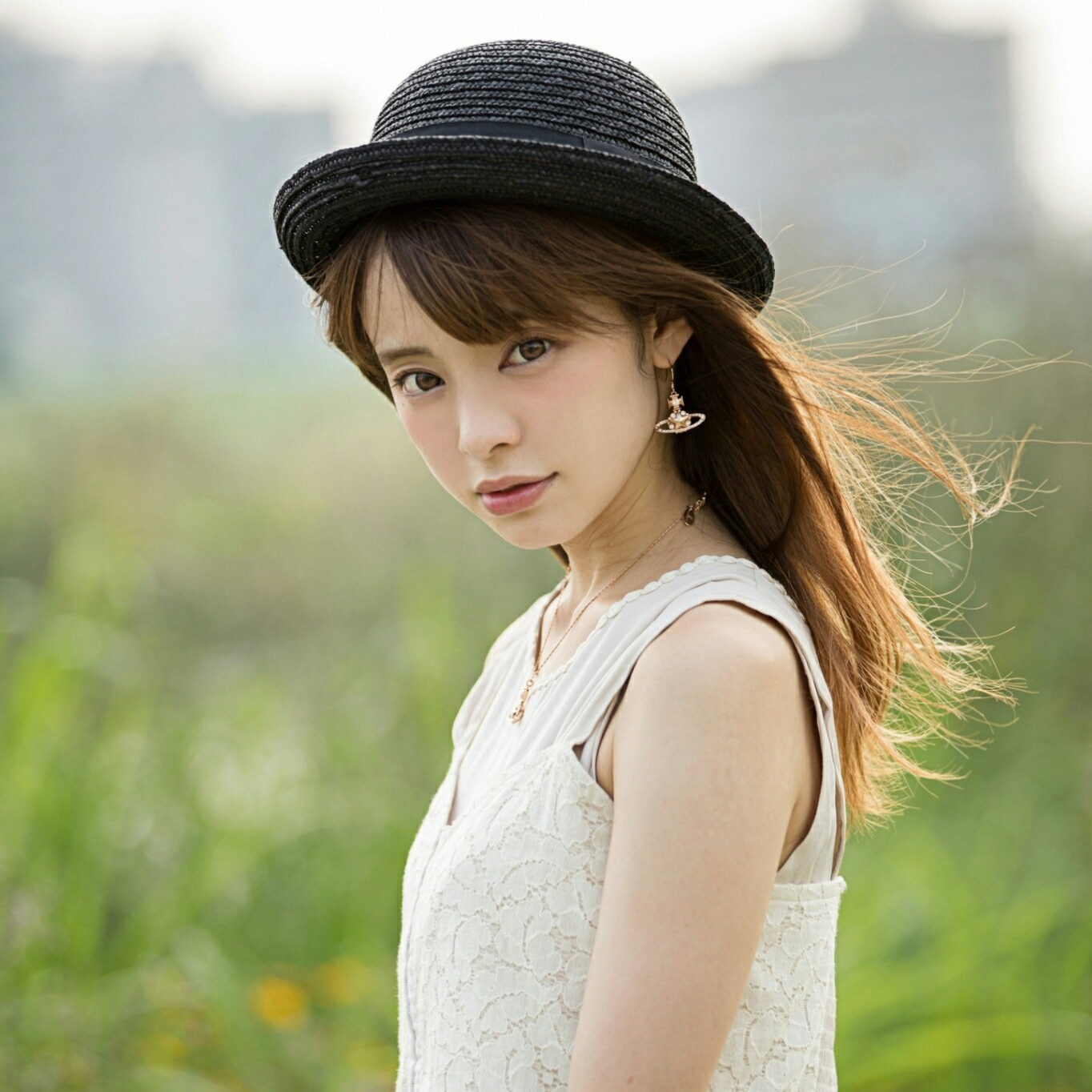
SHONO (ja)

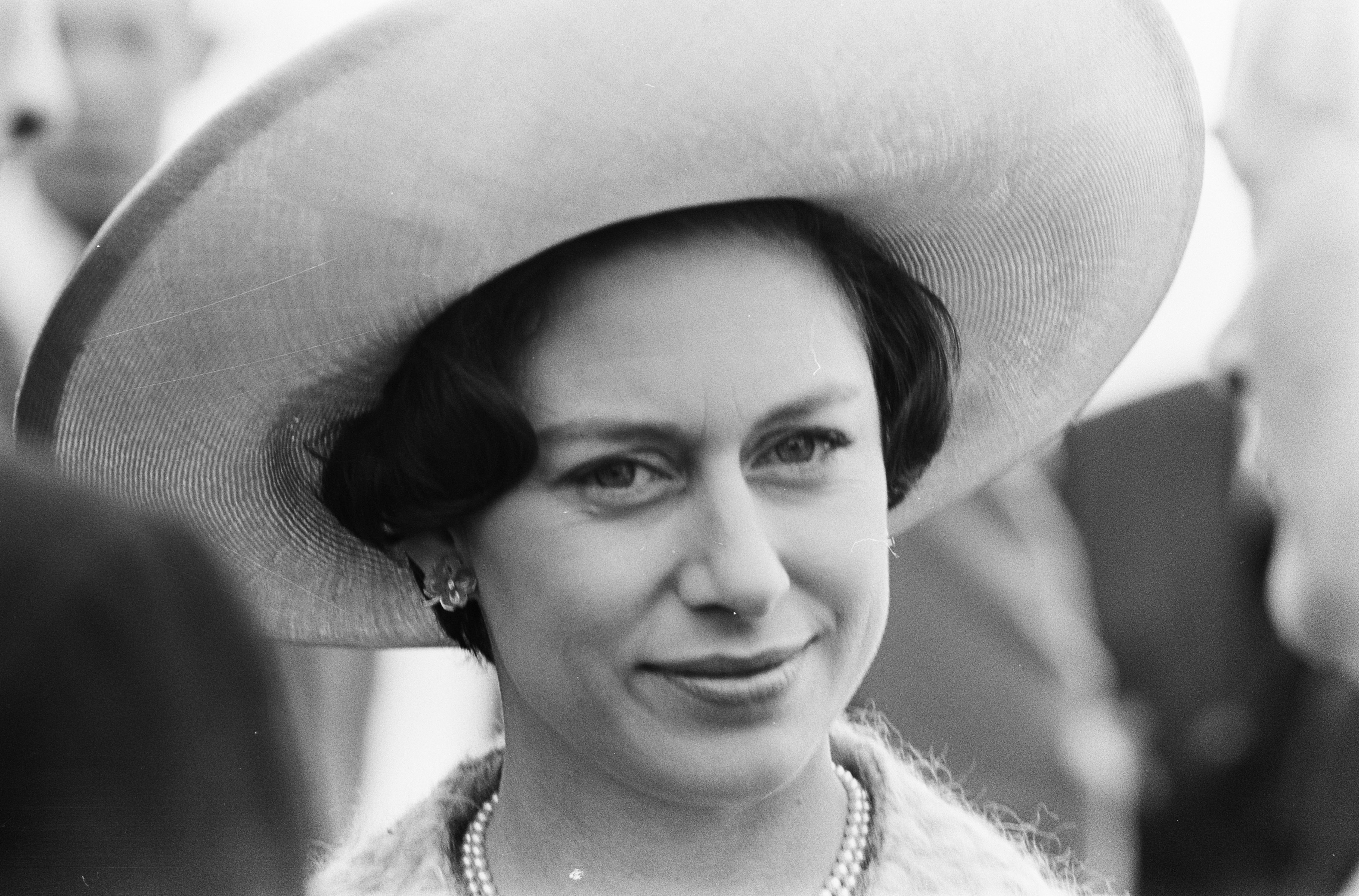
Margaret du Royaume-Uni
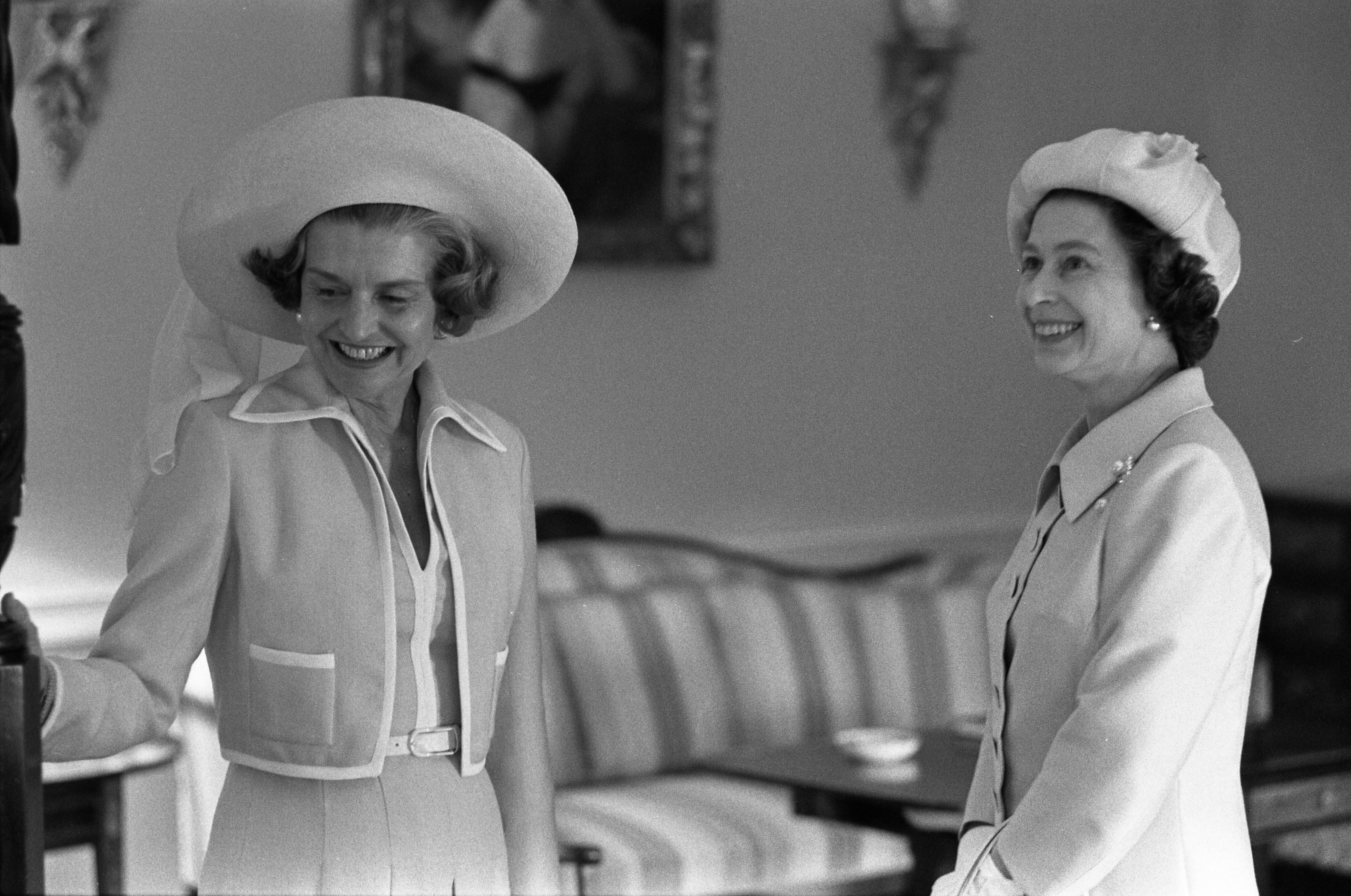
Betty Ford et Élisabeth II
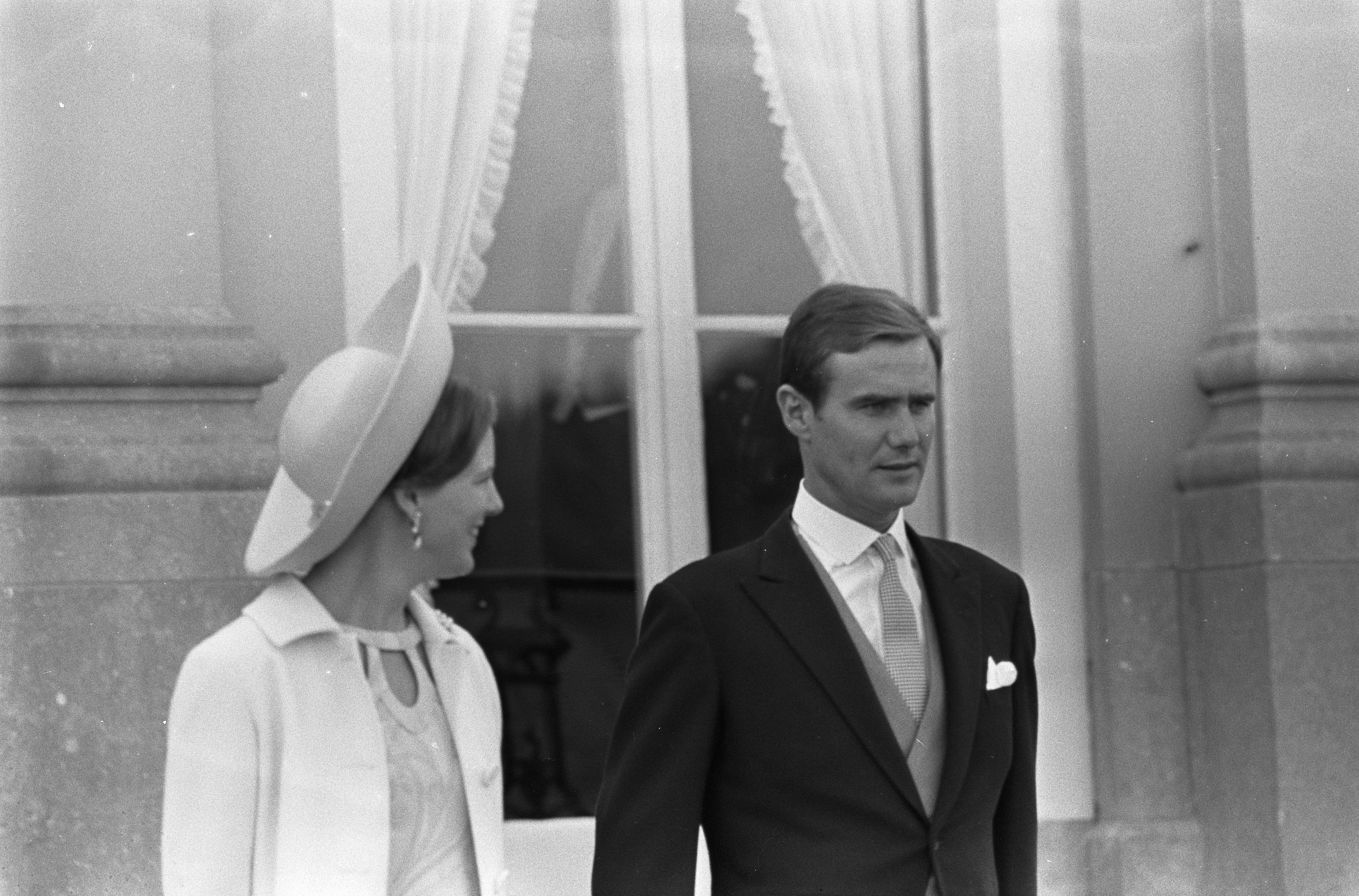
Margrethe II et Henri de Laborde de Monpezat
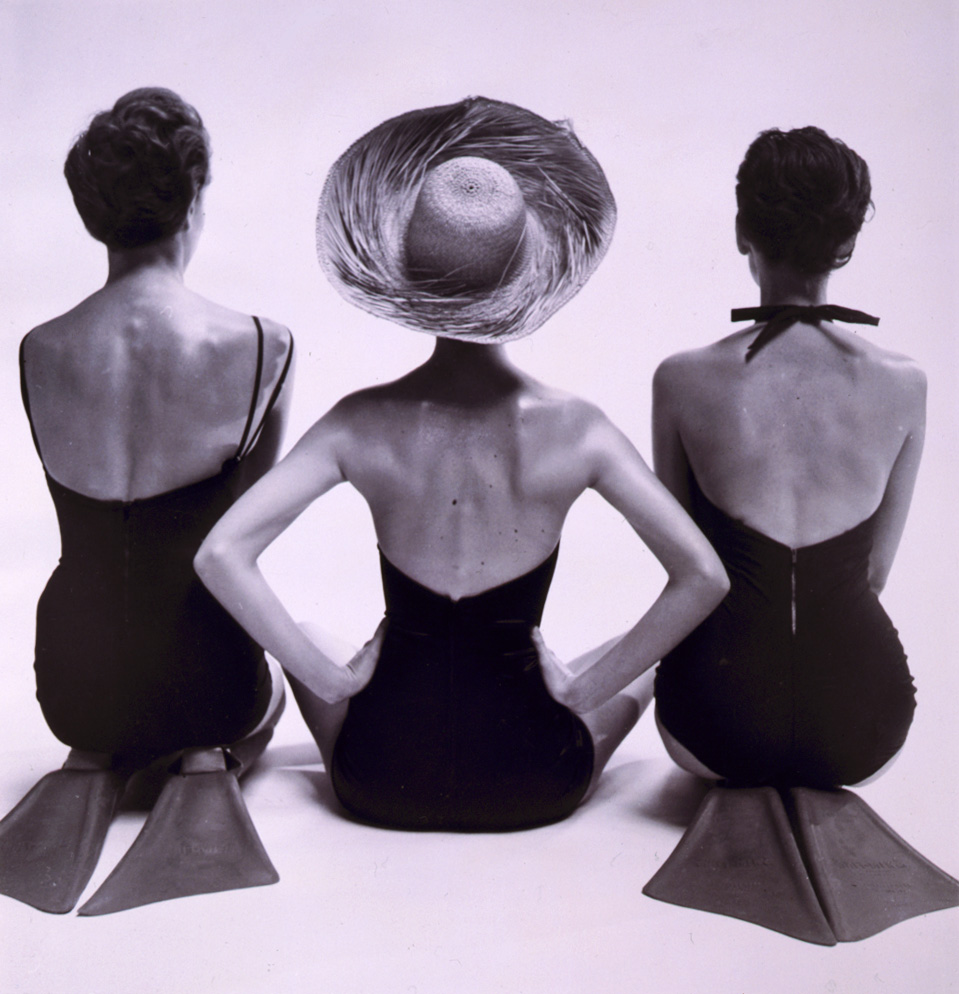
Vue de dos de mannequins en maillot de bain, deux agenouillés portant des palmes de natation, et un assis. Photographie de Toni Frissell publiée dans Harper's Bazaar, janvier 1950.
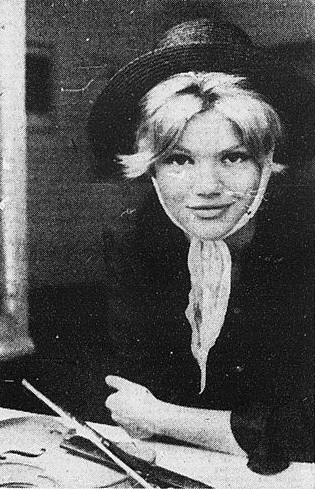
Cristina Gajoni